# Luzonichthys earlei
Luzonichthys earlei är en fiskart som beskrevs av Randall, 1981. Luzonichthys earlei ingår i släktet Luzonichthys och familjen havsabborrfiskar. IUCN kategoriserar arten globalt som livskraftig. Inga underarter finns listade i Catalogue of Life.